# Terremoto de la costa de Chūetsu de 2007
El Terremoto de la costa de Chūetsu de 2007 (中越沖地震 Chūetsu Oki Jishin?) fue un poderoso movimiento sísmico de 6,6 grados Richter de magnitud que ocurrió a las 10:13 (hora local) del 16 de julio de 2007, en el noroeste de la prefectura de Niigata en la isla japonesa de Honshu. El terremoto azotó Niigata y las prefecturas aledañas. La ciudad de Kashiwazaki y las aldeas de Iizuna y Kariwa registraron las mayores intensidades sísmicas según la Agencia Meteorológica de Japón, alcanzando Shindo 6, aunque el terremoto fue percibido en lugares más distantes como Tokio. Once personas fallecidas y al menos 1.100 heridas fueron reportadas, y 342 edificios fueron destruidos completamente, siendo la mayoría viejas estructuras de madera.
Una réplica del primer movimiento, que registró una magnitud de 5.6, ocurrió a las 23:17 (hora local) en la costa occidental de Japón.
El Primer ministro Shinzō Abe dejó de lado su campaña electoral en el sur del país para visitar Kashiwazaki, donde prometió hacer "hasta el último esfuerzo para rescatar y también restaurar los servicios básicos, como el gas y la electricidad".

## Incidentes en la planta nuclear de Kashiwazaki-Kariwa
Tras el terremoto, se produjo un gran incendio en uno de los transformadores eléctricos de la central nuclear de Kashiwazaki-Kariwa, el cual sólo pudo ser extinguido después de dos horas. El terremoto también causó una fuga de 1.200 litros de agua desde la planta hacia el mar de Japón, la cual contenía una cantidad muy reducida de material radiactivo, pero los informes oficiales aseguraron que tal escape no representaba peligro alguno para la población o el ambiente.
Sin embargo, un día tras el incidente, la  Compañía Eléctrica de Tokio reconoció que otras fugas habían ocurrido: 800 litros de aceite de turbinas se escaparon de un reactor, material radiactivo que se fugó de una tubería de otro reactor, y cerca de 100 tambores contenedores de desechos radioactivos habrían caído durante el terremoto, abriéndose varios de ellos. El gobierno podría ordenar a la empresa energética que mantenga la planta cerrada por más de un año mientras se realice un estudio, elevando las dudas sobre posibles cortes energéticos durante el verano japonés, cuando hay mucha demanda. El cierre podría extenderse aún más si la instalación, construida sobre lo que parece ser una falla activa y criticada por activistas antinucleares que la califican de insegura, necesita ser reforzada.